# Haale, Rendsburg-Eckernförde
Haale là một đô thị thuộc quận Rendsburg-Eckernförde, bang Schleswig-Holstein.